# Conservadorisme liberal
El conservadorisme liberal és una ideologia política que combina polítiques conservadores amb postures liberals, especialment en qüestions econòmiques, socials i ètiques, que representa una marca de conservadorisme polític fortament influenciada pel liberalisme.
El conservadorisme liberal incorpora la visió del liberalisme clàssic de la mínima intervenció del govern en l'economia, segons la qual els individus haurien de ser lliures de participar al mercat i generar riquesa sense interferències governamentals. No obstant això, el conservadorisme liberal també sosté que no es pot dependre o confiar a fons dels individus per actuar de manera responsable en altres àmbits de la vida, per tant, els conservadors liberals creuen que és necessari un estat fort per garantir la llei i l'ordre i que es necessitin institucions socials per alimentar el sentit del deure i la responsabilitat. a la nació. També donen suport a les llibertats civils, juntament amb algunes posicions socialment conservadores.
A Europa, el conservadorisme liberal és la forma dominant del conservadorisme contemporani i de la política de centre-dreta.